# Den dansk-canadiske grænsekonflikt
Den dansk-canadiske grænsekonflikt (også kaldt whiskykrigen), var en længerevarende stridighed mellem Danmark og Canada om ejerskabet af Hans Ø.
Striden startede i 1973, da Danmark og Canada indgik en aftale om grænsedragning for området. Men der var ikke enighed om suveræniteten over Hans Ø. Siden da har skiftende ministre, ambassadører og soldater med fredelige midler markeret uenigheden – f.eks. ved at hejse et flag eller grave en flaske cognac ned.
13. juni 2022 indgik Danmark og Canada en aftale om at dele ejerskabet over Hans Ø, ved at trække grænsen langs øens centrale kløft. Dermed bliver den danske del af øen en smule større end den canadiske.